# Begonia phuthoensis
Espèce
Begonia phuthoensis est une espèce de plantes de la famille des Begoniaceae.
L'espèce fait partie de la section Coelocentrum.
Elle a été décrite en 2004 par Hieu Quang Nguyen (2004).

## Répartition géographique
Cette espèce est originaire du pays suivant : Viet Nam.